# Veia tireoídea média
A veia tireóidea média é uma veia do pescoço. Ela drena o sangue proveniente somente da Glândula Parótida, seguindo diretamente para a Veia Jugular Interna.  